# Наварро, Карлос
Карлос Наварро Хирон (исп. Carlos Navarro Girón (21 февраля 1921, Мехико, Мексика — 12 февраля 1969, там же) — мексиканский актёр. Рост — 1,83 метров.

## Биография
Родился 21 февраля 1921 года в Мехико в семье Каэтано Наварро Леонаи Лус Хирон Ландель, согласно информации, записанной на въездной визе в США от 19 марта 1959 года, хотя в штате Сонора имеется запись с датой 24 февраля 1921 года в Гуаймас-де-Сарагоса, Сонора, откуда родом его отец, Каэтано Наварро Леон, и где он женился на Лус Хирон Ландель. В 1928 году будущий актёр потерял папу, а в 1934 году он потерял и маму и остался круглым сиротой. Данные о его детстве и юности неизвестны.
В мексиканском театре дебютировал в 1945 году вместе с легендарной Вирджинией Фабрегас, а в 1947 году отправился в тур по Южной Америке с труппой Марии Тересы Монтойи. В мексиканском кинематографе дебютировал в 1945 году и с тех пор снялся в 52 работах в кино и телесериалах. В 1951 году актёр был удостоен премии Ariel de Plata в номинации лучшая совместная игра за роль в фильме Донья Перфекта, после чего режиссёры-постановщики его пригласили на главные роли. Главной партнёршей по ряду фильмов была Ирасема Дилиан, мексиканские критики их назвали самой лучшей идеальной парой мексиканского кинематографа. Параллельно с кинокарьерой, актёр продолжил свою карьеру в театре, где сыграл более чем в 70 спектаклях, почти всегда имеющих хорошие и/или отличные отзывы. Его репертуар варьировался от романтического европейского театра до современного североамериканского театра. Он был большим энтузиастом мексиканской драматургии, сотрудничал в премьерах и возрождениях таких авторов, как Луис Г. Басурто, с такими произведениями, как «Каждый - его жизнь» и «Пепельная среда».
Еще одной заметной ролью в его театральной карьере стала главная роль в «Дон Жуане Тенорио», поставленном в 1954 году и успех которого был таков, что спектакли пришлось продлить с первоначальных 30 октября — вторника, 2 ноября, на 7 ноября. В этих изображениях даже Луис Бунюэль предстал в роли дона Диего Тенорио4.
В 1960-е годы актёр отошел от национального кинематографа в пользу набирающих обороты мексиканских телесериалов.

### Последние годы жизни
В последние годы жизни актёр тяжело болел и лечение ему не помогло.
Скорпостижно скончался 12 февраля 1969 года в Мехико в Актёрской клинике, где тот лечился ровно месяц, не дожив чуть-чуть до своего 48-летия. Сообщалось, что «он страдал злокачественной опухолью позвоночника, которая впоследствии осложнилась печеночной недостаточностью и воспалением лимфатического узла, а также острой анемией».